# Sandra

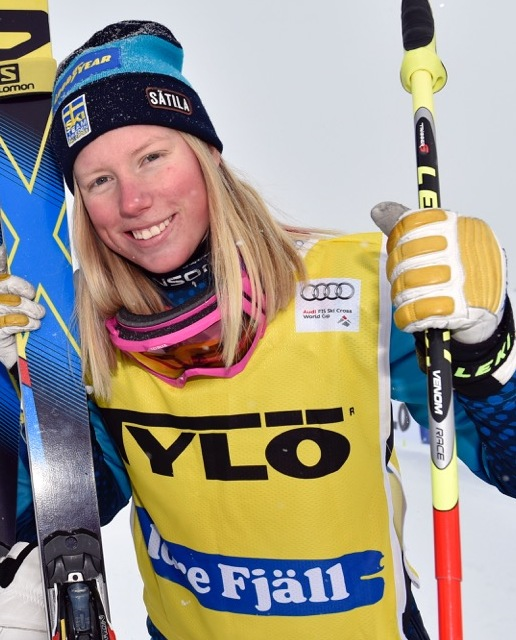
Sandra Näslund, 2016.

Kvinnonamnet Sandra är en kortform av Alexandra som är en feminin form av Alexander. Namnet har använts som dopnamn i Sverige sedan slutet av 1800-talet. Har betydelsen "människornas beskyddare".
Namnet var ett av 1980-talets stora modenamn. På drygt 10 år gick namnet från ingenstans till plats nummer 6 på listan. Därefter har populariteten avtagit igen. Majoriteten av dem som heter Sandra i Sverige är under 30 år. 31 december 2005 fanns det totalt 28 917 personer i Sverige med namnet Sandra varav 24 155  med det som tilltalsnamn. År 2003 fick 250 flickor namnet, varav 177 fick det som tilltalsnamn. En amerikansk variant är Zandra.
Namnsdag i Sverige: 17 februari, firas tillsammans med Alexandra. I den finlandssvenska namnsdagslängden har Sandra namnsdag 11 september sedan 1995.

## Personer med namnet Sandra
- Sandra Andersson - professionell bowlingspelare
- Sandra Bullock - amerikansk skådespelare och filmproducent
- Sandra Caménisch - musikalartist, sångare och låtskrivare
- Sandra Dahlberg - sångerska
- Sandra Dee - amerikansk skådespelare och sångerska
- Sandra Huldt - skådespelare
- Sandra Kim - belgisk sångerska
- Sandra Lauer (Sandra Menges) - tysk popsångerska
- Sandra Leto - sångerska
- Sandra Lizé - kanadensisk vattenpolospelare
- Sandra Näslund - skidåkare
- Sandra Oh - kanadensisk skådespelare
- Sandra Perkovic - kroatisk friidrottare

## Fiktiva figurer med namnet Sandra
- Sandra Nådensjö - en figurer i Bert-serien, Berts kusin från Gotland
- Sandra Bovallius - karaktär i Skilda världar